# 초읍초등학교
초읍초등학교는 대한민국 부산광역시 부산진구에 있는 공립 초등학교이다.

## 학교 연혁
- 제16대 원미경교장취임.

## 참고 자료
- 초읍초등학교 - 한국교육학술정보원 학교알리미